# バールバラ大陸
バールバラ大陸（バールバラたいりく、Vaalbara）とは、今からおよそ30億年ほど前の地球に存在したと考えられている安定超大陸である。このバールバラ (Vaalbara) という名称は、現在はアフリカ大陸の南部にあるカープバールクラトン (Kaapvaal craton) と、現在はオーストラリア大陸の西部にあるピルバラクラトン (Pilbara craton) とから名前をとった造語である。
このように命名されたのは、カープバールクラトンとピルバラクラトンを調査した結果、現在は全く別々の場所に存在するこの2つのクラトンが、30億年くらい前には隣接していた可能性が浮上したことを根拠に、このバールバラ大陸が存在したという仮説が提唱されたからである。

## 概要
バールバラ大陸は、一説によると、だいたい36億年前に形成が始まり、31億年前 - 28億年前くらいの間に存在したのではないかと考えられている超大陸である（ただし、非常に古い時代のことなので、この年代には大きな誤差が存在する可能性のある点に注意が必要。詳細は「バールバラ大陸の存在時期の不確実性」の節を参照のこと）。もっとも、非常に古い時代のことなので、バールバラ大陸について確かなことはまだ判っていない。実は、約19億年前に誕生したと考えられているヌーナ大陸なども、これこそが地球上で最初の超大陸であったとも言われている（詳細は、ヌーナ大陸の記事を参照のこと）。しかし、このバールバラ大陸こそが、地球上で最初の超大陸であったとも言われている。このように、研究者によっても意見が分かれている。さらに、だいたいの形状が推測されているパンゲア大陸とは違って、バールバラ大陸はその形状なども定かではない。ただし、バールバラ大陸を構成していたと考えられているクラトンは現存しており、それがカープバールクラトンとピルバラクラトンである。

カープバールクラトンのおおよその範囲を示した図。

アフリカ大陸南部におけるクラトンのおおよその位置を示した図。カープバールクラトンは南東に位置している。

一方のカープバールクラトンは、現在のアフリカ大陸の南部に存在し、ここの一部地域の地殻を形成している。

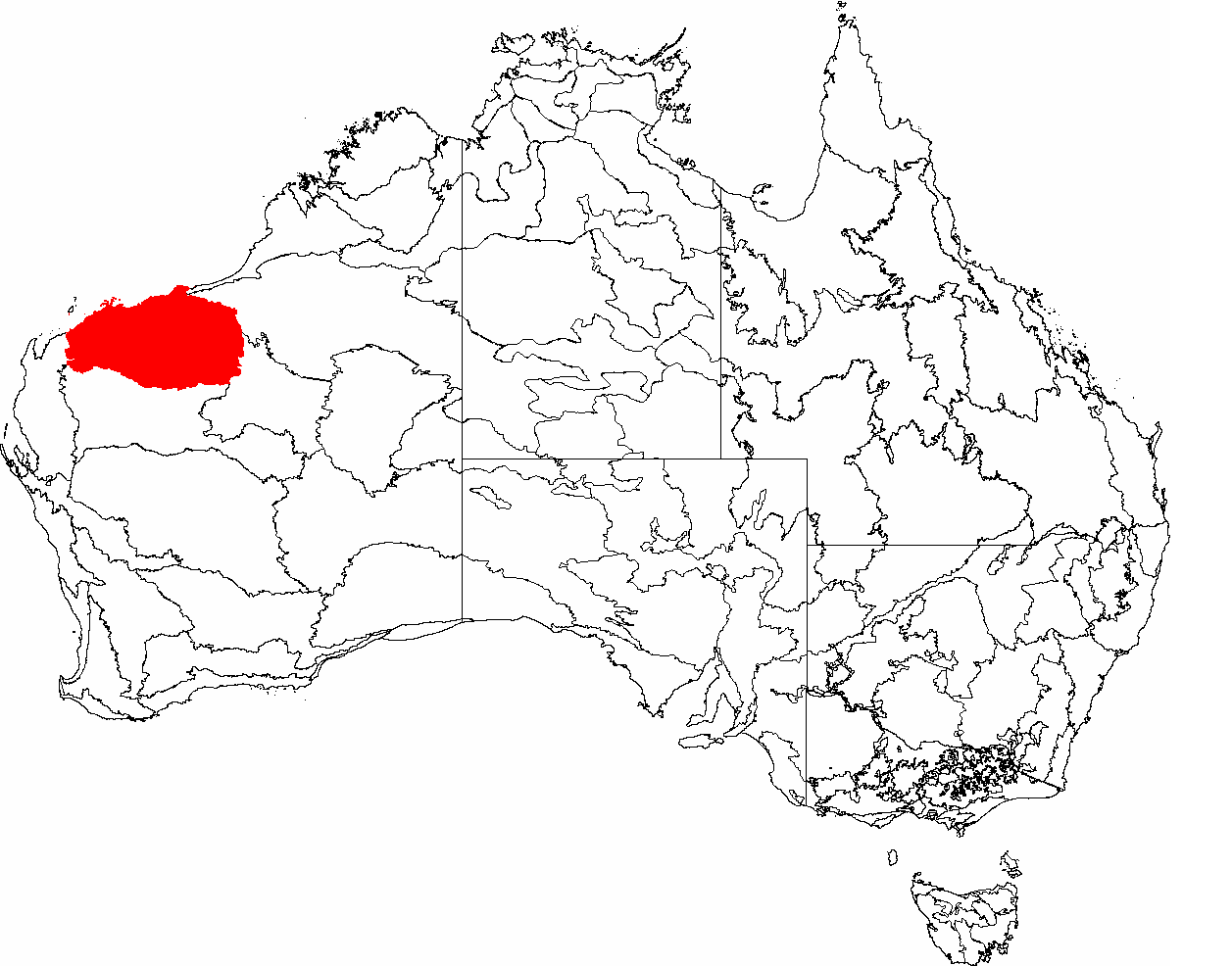
オーストラリアの生物地理学的暫定地域区分 (the Interim Biogeographic Regionalisation of Australia (IBRA)) におけるピルバラ (Pilbara) の範囲。ピルバラクラトンのおおよその位置と重なるが、範囲が一致するものではない。

他方のピルバラクラトンは、現在のオーストラリア大陸の西部に存在し、西オーストラリア州の北部の一部の地殻を形成している。
このようにこの2つのクラトンは、今でこそ2つの大陸に分かれて存在しているものの、バールバラ大陸が存在していた時代には、この2つのクラトンがくっついていたと考えられている。そう考える根拠としては、次のようなものが挙げられる。
- この2つのクラトンには、共に35億年前 - 27億年前の地層に似た構造が存在している（地層の積み重なり方が似ている）[2]。つまり、この間、この2つのクラトンの地表近くは同じような状況に置かれていたと考えられる。このことを根拠に、少なくともこの2つのクラトンを含んだ大陸があったのではないかという仮説が、1996年に発表された[3]。
- 放射年代測定の結果、34億7,000万年前（誤差 ±200万年）に、どちらのクラトンにも隕石衝突の痕跡（イジェクタ層[注釈 1]）が見られる[4]。なお、この地層がイジェクタ層である根拠としては次のようなものがある。
  - 隕石衝突によって発生した高温は、衝突した場所にあった物質を溶かしてガラス質の小球を作ることで知られている[5]。そして約35億年前に生成された、そのようなガラス質の小球が、現在のアフリカ大陸の南部とオーストラリア大陸の西部で見つかった[5]。ちなみに、これらは1986年現在、人類が知る限り、地球に落下した隕石によって生成された物体としては、最も古いものとして知られている[6]。
- この2つのクラトンの断層を調べた結果、この隕石衝突と同時代に、この2つのクラトンは共に活動的であったことが判っている。なお、この時期には、この2つのクラトンで共に火山性の無色鉱物が作られていた[2]。つまり、この時期における活動が似ていた。
- この2つのクラトンに含まれていた同時代の超苦鉄質岩を古地磁気学的に調べた結果、この超苦鉄質岩が地磁気によって磁化された状態が良く似ているので、この2つのクラトンはほぼ同じ場所にあったとされた（1つの大陸を構成していた可能性があるとされた）[2]。同じく、古地磁気学的な分析の結果、この超苦鉄質岩が磁化されたのは約38億7000万年前と推定されたため、この時期には、この2つのクラトンはほぼ同じ場所にあったと考えられている[2]。

このように、この2つのクラトンについては、クラトンが現存しているために、ある程度のことは判っているのだが、バールバラ大陸の全体像はよく判っていない。

## バールバラ大陸の存在時期の不確実性
バールバラ大陸は、31億年前 - 28億年前くらいの間に存在したのではないかと考えられている。ところで、地球上の超大陸の形成と分裂には、地質学的な時間スケールで見た場合に周期性があるのではないかという考え方が存在し、それはウィルソンサイクルと呼ばれる。それによれば、大陸を乗せたプレートは、集合し衝突し分裂するということを周期的に繰り返しているとされる。大陸を形成する地殻は、海洋を形成する地殻よりも寿命が長い。海洋の地殻は海嶺で生成されても、大陸を形成する地殻と比べて比重が重いために、いずれ海溝からマントルの中に沈み込んで消滅してしまうが、大陸の地殻は比重が軽いために、いつまでもマントルの上に浮いている傾向にあるので、このような寿命の差が生ずる。このため、大陸を形成する地殻は常に陸地を形成しやすい状態にあるのである。さらに、クラトン（大陸を形成する地殻の中でも特に安定して存在し続けられる部分）は、他の大陸を形成する地殻と一緒になって、しばしば大陸を形成する。ウィルソンサイクルの考え方のよれば、このようなクラトンを含んだ大陸地殻が、ある時期には超大陸を形成し、その超大陸もいずれ分裂・離散し、再び超大陸を形成するとされている。地球におけるこの超大陸の形成と分裂の周期は、約4億5000万年と考えられている。先にバールバラ大陸が、31億年前 - 28億年前くらいの間に存在していたとあるが、この間ずっとバールバラ大陸が存在していたというのは（過去の地球の内部は現在よりも高温であったと推定されるので、現在の大陸移動速度が、このバールバラ大陸が形成されていた時代にも適用できるかは不明であることを差し引いても）、現在のウィルソンサイクルの周期を見ると考えにくい。
さらに、バールバラ大陸がいつ頃に分裂を始めたかについてもよく判っていない。ただし、古地磁気学的な調査の結果、カープバールクラトンとピルバラクラトンとが共に緯度30度にあった時、27億8,000万年前 - 27億7,000万年前には分離していたと考えられるので、28億年前頃には、少なくともこの2つのクラトンについては分離しただろうとされている。しかし、これはあくまでカープバールクラトンとピルバラクラトンとの関係に過ぎず、バールバラ大陸全体についての話ではないことに注意が必要である。
つまり、バールバラ大陸がいつ存在した大陸であったのかは、まだよく判っていないのである。バールバラ大陸は、存在したであろうことが推定されているだけの仮説上での大陸でしかない。